# Upper Manhattan

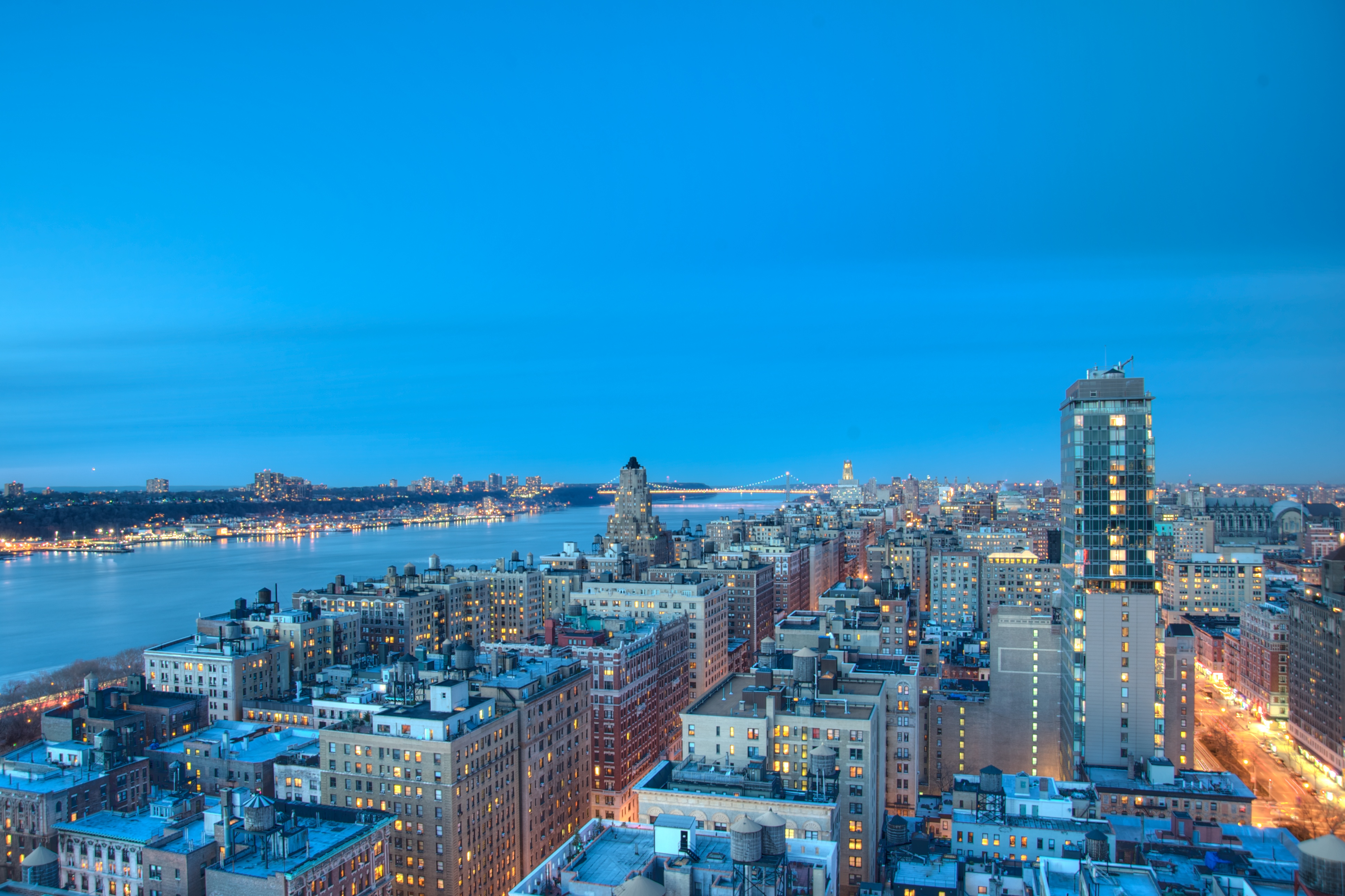
Blick auf die Upper West Side Richtung Norden mit der George Washington Bridge (oben links). Links verläuft die West End Avenue Richtung Norden und rechts der Broadway

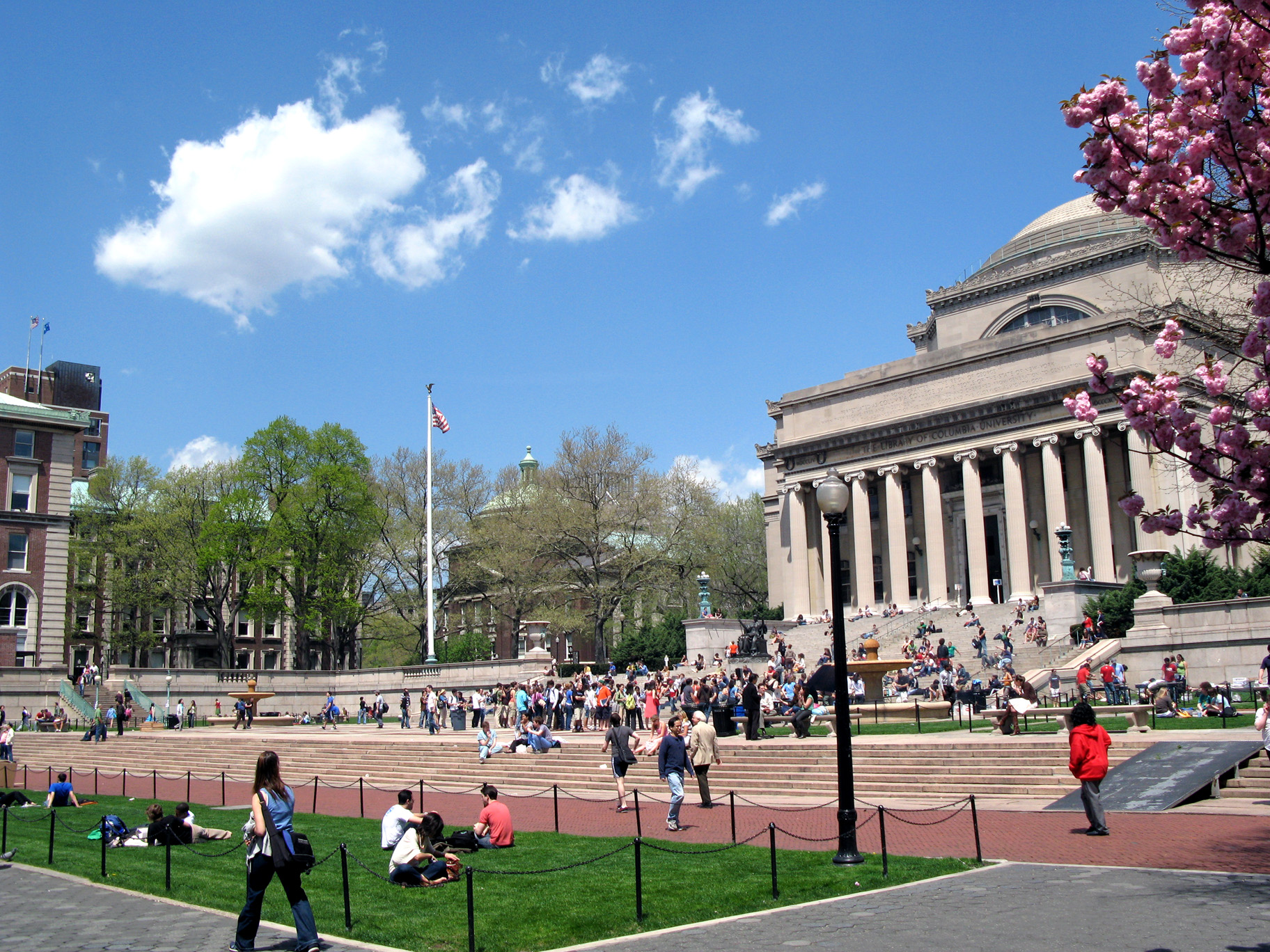
Der Campus der Columbia University im Viertel Morningside Heights in Upper Manhattan.

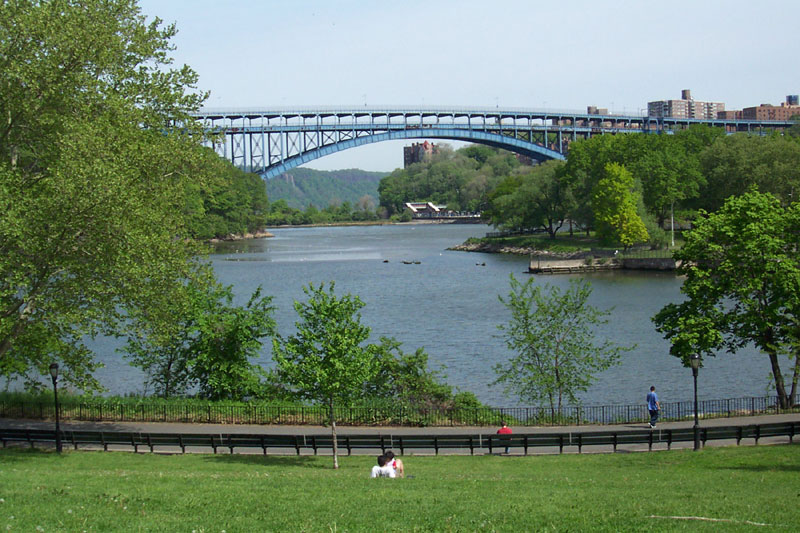
Der Innwood Hill Park Richtung Nordwesten entlang eines früheren Teil des Harlem River (Mai 2002). Die Henry Hudson Bridge und New Jersey Palisades sind im Hintergrund zu sehen. Die Halbinsel (rechts) gehörte ursprünglich zur Bronx.

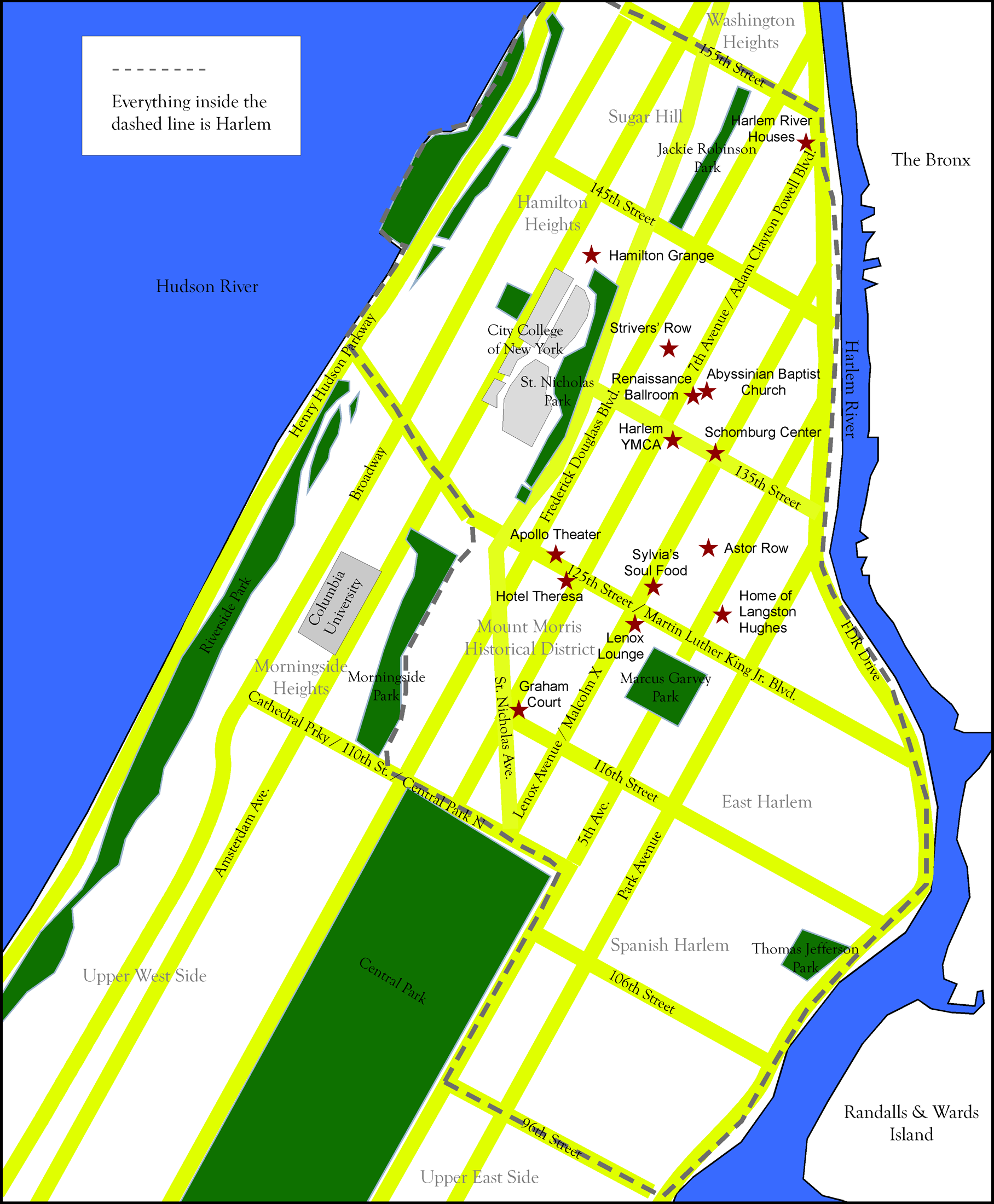
Die Viertel von Harlem machen einen großen Teil von Upper Manhattan aus.

Upper Manhattan (oder einfach Uptown) ist die Bezeichnung für den nördlichen Teil des New Yorker Stadtbezirks Manhattan. Uptown grenzt im Süden an Midtown Manhattan an, welches wiederum nördlich von Downtown Manhattan gelegen ist.

## Lage
Die Südgrenze von Upper Manhattan ist nicht offiziell festgeschrieben. Daher gehen die Meinungen, wo Upper Manhattan beginnt, auseinander: Sie reichen von der 59th Street bis zur 155th Street als südliche Grenze. Meistens wird aber als südliche Grenze die 96th Street angegeben, die zugleich die Südgrenze der Viertel Manhattan Valley im Westen und Spanish Harlem im Osten ist.
Upper Manhattan ist zugleich ein Bestandteil einer größeren Region, die die New Yorker mit „Uptown“ bezeichnen. Diese beginnt nördlich der 59th Street. Obwohl die Bronx nicht in Manhattan liegt, wird sie umgangssprachlich oft auch als „Uptown“ bezeichnet – besonders im Zusammenhang mit „Hip-Hop“- bzw. „Inner City“-Kultur.

## Viertel in Upper Manhattan
Folgende Viertel in New York City liegen der o. g. Definition zufolge in Upper Manhattan:
- Marble Hill
- Inwood
- Washington Heights (einschließlich Fort George, Sherman Creek und Hudson Heights)
- Harlem (einschließlich Sugar Hill und Hamilton Heights)
- Teile der Upper West Side (Morningside Heights, Manhattan Valley)

## Geschichte
Im späten 19. Jahrhundert dehnte sich die Stadt durch die IRT Ninth Avenue Line (IRT = Interborough Rapid Transit Company, heute: New York City Subway) und andere U-Bahnlinien auch in das vorher dörflich geprägte Upper Manhattan, was zu einer Urbanisierung dieser Gegend führte.
Im 20. Jahrhundert entwickelten sich die Viertel sehr unterschiedlich. Während Harlem zwischenzeitlich verarmte, siedelten sich südlich in der Upper East Side wohlhabende New Yorker an. Auch die in der Upper West Side entwickelte sich schließlich zu einer wohlhabenden Gegend. 
Bis ins späte 20. Jahrhundert war diese Gegend im Allgemeinen jedoch weniger von der Gentrifizierung betroffen als andere Stadtteile New Yorks. Eine Ausnahme ist die Upper West Side, deren Bewohner in der Regel wohlhabender sind als deren Nachbarn im Norden (z. B. Manhattanville, Morningside Heights, Inwood u. a.). Auch der Musiker Mick Jagger erwarb Appartements in Upper Manhattan. Da die Gentrifizierung in einigen Vierteln Upper Manhattans noch nicht abgeschlossen ist, wird Upper Manhattan immer noch mit Kriminalität, Graffiti etc. mit assoziiert – zum Teil zu Unrecht. Die Gentrifizierung geht hier mit einer anderen Geschwindigkeit voran, als man dies in SoHo, dem East Village etc. erlebt hat, da im Norden Manhattans die Bevölkerungs- und Sozialstruktur eine andere ist. 
Die Upper East Side wird nur dann zu Upper Manhattan gezählt, wenn man dessen Beginn bereits ab der 59th Street definiert, denn ab der 96th Street (der üblichen südlichen Grenze) beginnt bereits Spanish Harlem. Die Upper East Side gilt als eine der vornehmsten Adressen in New York, wo fast ausschließlich sehr wohlhabende New Yorker wohnen. Sie unterscheidet sich damit deutlich vom nördlichen Nachbar Spanish Harlem. Viele diplomatische Vertretungen befinden sich in herrschaftlichen Häusern der Upper East Side.

## Tourismus
Upper Manhattan ist bislang keine besonders touristische Gegend von New York, obwohl sich hier einige touristische Attraktionen befinden – wie etwa The Cloisters. So wird es auch auf Stadtkarten für Touristen meist ebenso ausgespart wie die anderen Stadtbezirke (Boroughs) von New York: Bronx, Brooklyn, Queens und Staten Island. Sogar die New Yorker haben den Eindruck als wäre Upper Manhattan ebenso ein anderer Stadtbezirk wie etwa Brooklyn. Gründe dafür sind nicht zuletzt die Distanz zur Midtown Manhattan und die vergleichsweise niedrigeren Mieten, so dass die New Yorker diesen Nordteil Manhattans nicht mehr zu dem zählen, was sie „The City“ nennen.

## Belege
1. ↑   http://en.citizendium.org/wiki/Manhattan_%28borough%29
2. ↑  Marc Spitz: Jagger. Rebel, Rock Star, Ramble, Rogue. 2011 (Gewidmet Brendan Mullen); deutsch: Mick Jagger. Rebell und Rockstar. Aus dem Amerikanischen von Sonja Kerkhoffs. Edel Germany, Hamburg 2012, ISBN 978-3-8419-0122-4, S. 222.